# 聖佩德羅 (蘇克雷省)

聖佩德羅（西班牙語：San Pedro），是哥倫比亞的城鎮，位於該國北部蘇克雷省，距離馬甘格35公里和辛塞萊霍50公里，面積222平方公里，2012年人口22,141，人口密度每平方公里73.3人。